# العلاقات الكمبودية الهايتية
العلاقات الكمبودية الهايتية هي العلاقات الثنائية التي تجمع بين كمبوديا وهايتي.

## مقارنة بين البلدين
هذه مقارنة عامة ومرجعية للدولتين:
| وجه المقارنة                                              | كمبوديا                   | هايتي                                |
| --------------------------------------------------------- | ------------------------- | ------------------------------------ |
| المساحة (كم2)                                             | 181.03 ألف                | 27.75 ألف                            |
| عدد السكان (نسمة)                                         | 16.01 مليون               | 10.98 مليون                          |
| الكثافة السكانية (ن./كم²)                                 | 88.44                     | 395.68                               |
| العاصمة                                                   | بنوم بنه                  | بورت أو برانس                        |
| اللغة الرسمية                                             | اللغة الخميرية            | لغة فرنسية، اللغة الكريولية الهايتية |
| العملة                                                    | ريال كمبودي، دولار أمريكي | جوردة هايتية                         |
| الناتج المحلي الإجمالي (بليون دولار)                      | 22.16 مليار               | 8.41 مليار                           |
| الناتج المحلي الإجمالي (تعادل القوة الشرائية) بليون دولار | 54.37 مليار               | 18.82 مليار                          |
| الناتج المحلي الإجمالي الاسمي للفرد دولار أمريكي          | 1.16 ألف                  | 818                                  |
| الناتج المحلي الإجمالي للفرد دولار أمريكي                 | 3.26 ألف                  | 1.73 ألف                             |
| مؤشر التنمية البشرية                                      | 0.555                     | 0.483                                |
| رمز المكالمات الدولي                                      | +855                      | +509                                 |
| رمز الإنترنت                                              | .kh                       | .ht                                  |
| المنطقة الزمنية                                           | ت ع م+07:00               | 00                                   |

## منظمات دولية مشتركة
يشترك البلدان في عضوية مجموعة من المنظمات الدولية، منها:
| علم المنظمة | اسم المنظمة                               | تاريخ انضمام كمبوديا | تاريخ انضمام هايتي |
| ----------- | ----------------------------------------- | -------------------- | ------------------ |
|             | منظمة الشرطة الجنائية الدولية             | ?                    | ?                  |
|             | منظمة التجارة العالمية                    | ?                    | ?                  |
|             | البنك الدولي للإنشاء والتعمير             | 22 يوليو 1970        | 8 سبتمبر 1953      |
|             | منظمة حظر الأسلحة الكيميائية              | ?                    | ?                  |
|             | مؤسسة التنمية الدولية                     | 22 يوليو 1970        | 13 يونيو 1961      |
|             | الأمم المتحدة                             | 14 ديسمبر 1955       | 24 أكتوبر 1945     |
|             | يونسكو                                    | 3 يوليو 1951         | 18 نوفمبر 1946     |
|             | الاتحاد البريدي العالمي                   | ?                    | ?                  |
|             | المركز الدولي لتسوية المنازعات الاستشارية | 19 يناير 2005        | 26 نوفمبر 2009     |
|             | مؤسسة التمويل الدولية                     | 26 مارس 1997         | 20 يوليو 1956      |
|             | الاتحاد الدولي للاتصالات                  | 10 أبريل 1952        | 10 أكتوبر 1927     |
|             | وكالة ضمان الاستثمار متعدد الأطراف        | 1 ديسمبر 1999        | 11 ديسمبر 1996     |

## وصلات خارجية
- موقع وزارة الخارجية الكمبودية
- موقع وزارة الخارجية الهايتية